# Serro
Serro is een gemeente in de Braziliaanse deelstaat Minas Gerais. De gemeente telt 21.525 inwoners (schatting 2009).

## Aangrenzende gemeenten
De gemeente grenst aan Alvorada de Minas, Conceição do Mato Dentro, Couto de Magalhães de Minas, Datas, Diamantina, Presidente Kubitschek, Rio Vermelho, Sabinópolis, Santo Antônio do Itambé en Serra Azul de Minas.

## Geboren
- Belmiro de Almeida (1858-1935), kunstschilder, graficus en karikaturist